# Evropská filmová akademie
Evropská filmová akademie je organizace, jejímž cílem je podporovat evropský film a jejíž nejznámější aktivitou je udílení Evropských filmových cen. Vznikla roku 1988 z iniciativy čtyřiceti evropských filmařů v čele se švédským režisérem Ingmarem Bergmanem, který se stal prvním prezidentem akademie. Akademie sídlí v Berlíně, proto se Evropské filmové ceny každý druhý rok udělují tam. Původně byl počet členů akademie limitován na 99, toto pravidlo bylo ovšem brzy zrušeno a v současnosti má akademie přes 3800 členů. Od roku 1996 byl druhým prezidentem akademie Wim Wenders, jehož roku 2020 vystřídala polská režisérka Agnieszka Hollandová.